# 鮑點
鲍点（?—?），中国春秋时期齐国大夫鲍牧管车的家臣。 
前489年冬十月廿四日，立阳生为齐悼公。将盟誓时，鲍牧喝醉了到达。鲍点问：“这是谁的命令？”陈僖子说：“我接受鲍子的命令。”就诬赖鲍牧：“这是您的命令！”鲍牧说：“你忘记先君让公子荼骑着当牛而折掉牙齿的事情？现在要违背先君吗？”齐悼公叩头，说：“您是按道义办事。如果我胜任，不必杀死一个大夫。如果我不胜任，也不必杀死一个公子。合于道义就前去做，不合道义就后退，岂能不唯君是从？我的愿望就是不要因废立发生动乱。”鲍牧说：“你们谁不是先君的儿子呐？”于是接受了盟约。